# Shiho Nakashima
Pour les articles homonymes, voir Nakashima.
Shiho Nakashima, née le 12 août 1978 à Gifu, est une snowboardeuse japonaise. Spécialisée dans le half-pipe, elle a notamment remporté deux épreuves de half-pipe en coupe du monde lors des saisons 2006 à Whistler (Canada) et 2009 à Cardrona (Nouvelle-Zélande). Par ailleurs sa meilleure performance en championnats du monde fut une quatrième place lors de l'édition de 2007 à Arosa (Suisse). Enfin, elle a participé aux jeux olympiques d'hiver de 2006 de Turin où elle termina à la 9e place et meilleure japonaise dans l'épreuve de half-pipe disputée à Bardonnèche.

## Palmarès

### Coupe du monde
- Meilleur classement au général : 15e en 2006.
- Meilleur classement de half-pipe : 4e en 2006.
- 6 podiums dont 2 victoires (toutes en half-pipe).